# Otto Weidt

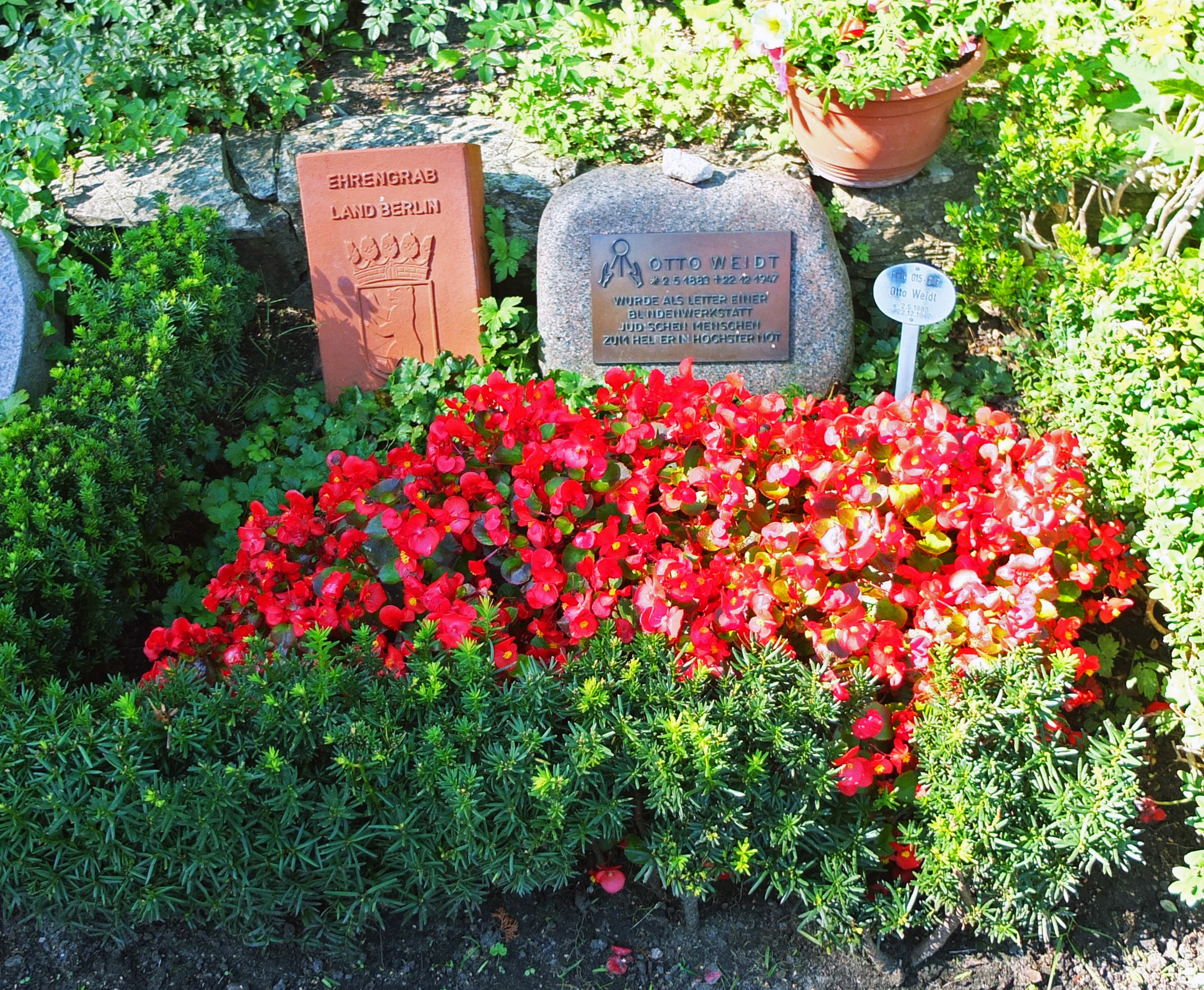
Nagrobek Otto Weidta

Otto Weidt (ur. 2 maja 1883, zm. 22 grudnia 1947 w Berlinie) – niemiecki niewidomy przemysłowiec.
Pochodzący z robotniczej rodziny Weidt pracował jako tapeciarz, ale z powodu choroby oczu, która ostatecznie doprowadziła do całkowitej ślepoty, porzucił swój zawód i otworzył fabrykę produkującą szczotki i miotły, w której w większości zatrudnieni byli niewidomi lub głusi Żydzi z pobliskiego Domu dla Niewidomych Żydów.
W czasie II wojny światowej Weidt bronił pracujących u niego Żydów przed deportacją do obozów koncentracyjnych, chowając ich w swojej fabryce i przekupując funkcjonariuszy gestapo. W 1971 organizacja Jad Waszem przyznała mu tytuł Sprawiedliwy wśród Narodów Świata.